# Gerstaeckerella irrorata
Gerstaeckerella irrorata är en insektsart som först beskrevs av Wilhelm Ferdinand Erichson 1839.  Gerstaeckerella irrorata ingår i släktet Gerstaeckerella och familjen fångsländor. Inga underarter finns listade i Catalogue of Life.